# 鸡龙山 (庆尚南道)
鸡龙山是位于大韩民国庆尚南道巨济市的一座山，海拔566米。位于巨济岛的中央，在其东西南北还有四座小山围绕，鸡龙山在中央高耸。